# Židovsko groblje u Sarajevu
Židovsko groblje u Sarajevu smješteno je u jugozapadnom dijelu Sarajeva, u predjelu Kovačići i Debelo Brdo. Iza praškog ovo je najveći ranonovovjekovni židovski sakralni kompleks, a istovremeno jedan od najvrjednijih memorijalnih kompleksa u Europi. Cijeli kompleks se prostire na površini od 31160 m2.

## Povijest
O nastanku i razvoju groblja do 16.stoljeća nema pouzdane dokumentacije, ali se na osnovu podataka protokola Židovske općine, 1630. može uzeti kao godina osnivanja ovog groblja.
Groblje je nastalo uz srednjovjekovnu nekropolu stećaka na lokalitetu Borak uz stari kamenolom na Šatoriji iz koga je vađen kamen kako za srednjovjekovne stećke, tako i za židovske nadgrobnike. Sefardi na ovom prostoru stvaraju jedinstvene nadgrobne spomenike kakvih, po njihovim domomorfnim oblicima i simboličkim motivima, nema nigdje u svijetu među židovskim spomenicima.
U sklopu groblja nalaze se i grobljanska kapela, spomen-kosturnica iz 1952. godine, 4 spomenika žrtvama ustaškog režima, aškenaska kosturnica iz 1962. godine, spomen-kosturnica uz aškenasku kosturnicu, česma i ograda. 
Tijekom Rata u Bosni i Hercegovini groblje se nalazilo na bojišnici te su ga koristili bosanskohercegovački Srbi kao topnički položaj. 
Zbog toga grobe su oštetili metci i požari nastali kao posljedica eksplozija. Područje groblja je bilo minirano sve do 1996.
Sve zajedno kao grobljanska cjelina je proglašeno Nacionalnim spomenikom Bosne i Hercegovine 2. rujna 2004. godine.

## Pokopane osobe
Smatra se da je najstariji sačuvani nadgrobni spomenik na ovom groblju pripada prvom sarajevskom rabinu. Na prsima njegovog stećka piše: 
Ostale poznate osobe pokopane na ovom groblju su: Isak Pardo, Avraham Abinun, Moše ben Rafael Attias, Laura Papo Bohoreta, Isak Samokovlija. 
Ispod 3850 spomenika počivaju obitelji: Abinun, Albahari, Altarac, Atijas, Baruh, Daniti, Danon, Finci, Gaon, Kabiljo, Kajon, Kalderon, Kamhi, Katan, Konforti, Kunorti, Levi, Maestro, Montilja, Ovadija, Ozmo, Pardo, Pesah, Pinto, Salom. A najveći i najteži spomenik pripada pokojnom Samuelu Pinti.